# Mniophila
Mniophila is een geslacht van kevers uit de familie bladkevers (Chrysomelidae).
De wetenschappelijke naam van het geslacht werd in 1831 gepubliceerd door James Francis Stephens.

## Soorten
- Mniophila bosnica Apfelbeck, 1914
- Mniophila muscorum Koch, 1803